# Мартыновка (Крым)
Марты́новка (до 1945 года Караджа́, до сер. XIX века Караджи́-Багала́к; укр. Мартинівка, крымскотат. Qaraca Qat, Къараджа Къат) — село в Джанкойском районе Крыма (согласно административно-территориальному делению Украины — в Завет-Ленинском сельском совета Автономной Республики Крым, согласно административно-территориальному делению России — Завет-Ленинском сельском поселении Республики Крым).

## Население
| 2001 | 2014 |
| ---- | ---- |
| 711  | ↘585 |

Всеукраинская перепись 2001 года показала следующее распределение по носителям языка
| Язык             | Процент |
| ---------------- | ------- |
| русский          | 60.48   |
| украинский       | 22.78   |
| крымскотатарский | 14.06   |
| другие           | 0.98    |

### Динамика численности
| - 1805 год — 50 чел. - 1915 год — 10/51 чел. - 1926 год — 219 чел. - 1989 год — 811 чел. | - 2001 год — 711 чел. - 2009 год — 559 чел. - 2014 год — 585 чел. |

## Современное состояние
На 2017 год в Мартыновке числится 5 улиц; на 2009 год, по данным сельсовета, село занимало площадь 214 гектаров на которой, в 233 дворах, проживало 559 человек. В селе действуют средняя общеобразовательная школа, дом культуры, библиотека, фельдшерско-акушерский пункт, отделение Почты России.

## География
Мартыновка — село в северной части района, в степном Крыму, в верховье одной из балок, впадающих в Сиваш, высота центра села над уровнем моря — 2 м. Соседние сёла: Солонцовое в 4,5 км на северо-запад, Зелёный Яр в 2 км на север и Завет-Ленинский в 3,5 км на восток. Расстояние до райцентра — около 23 километров (по шоссе), ближайшая железнодорожная станция — Солёное Озеро — примерно 12 километров. Транспортное сообщение осуществляется по региональной автодороге 35Н-183 Томашевка — Ермаково (по украинской классификации — С-0-10459).

## История
Первое документальное упоминание села встречается в Камеральном Описании Крыма… 1784 года, судя по которому, в последний период Крымского ханства Хадыр Гаджи Ойрат входил в Орта Чонгарский кадылык Карасубазарского каймаканства.
После присоединения Крыма к России (8) 19 апреля 1783 года, (8) 19 февраля 1784 года, именным указом Екатерины II сенату, на территории бывшего Крымского Ханства была образована Таврическая область и деревня была приписана к Перекопскому уезду. После Павловских реформ, с 1796 по 1802 год, входила в Перекопский уезд Новороссийской губернии. По новому административному делению, после создания 8 (20) октября 1802 года Таврической губернии, Караджи-Багалак был включён в состав Джанайской волости Перекопского уезда.
По Ведомости о всех селениях в Перекопском уезде состоящих с показанием в которой волости сколько числом дворов и душ… от 21 октября 1805 года, в деревне Карагоджа-Багалак числилось 12 дворов и 50 жителей крымских татар. На военно-топографической карте генерал-майора Мухина 1817 года деревня Караче багалач обозначена с 5 дворами. После реформы волостного деления 1829 года Караджи-Багалак, согласно «Ведомости о казённых волостях Таврической губернии 1829 года», остался в составе Джанайской волости. Затем, видимо, вследствие эмиграции крымских татар в Турцию, деревня заметно опустела и на картах 1836 и 1842 года обозначены уже развалины деревни Караджа Богалак, как и на трехверстовой карте 1865 года.
После земской реформы 1890 года селение, уже как Караджи, отнесли к Богемской волости, но в «…Памятной книжке Таврической губернии на 1892 год» в сведениях о Богемской волости никаких данных о деревне, кроме названия, не приведено. Не упомянуто поселение и в «…Памятной книжке Таврической губернии на 1900 год», а по Статистическому справочнику Таврической губернии. Ч.II-я. Статистический очерк, выпуск пятый Перекопский уезд, 1915 год, в Богемской волости Перекопского уезда числились 2 хутора Караджи (Ольги Мокшеевой): в одном 1 двор с русским населением, 6 приписных жителей и 31 — «посторонний» и в другом 1 двор с немецким населением, 4 приписных жителя и 20 — «посторонних», из которых 15 мужчин и 9 женщин. При хуторе числилось 556 десятин удобной земли. В хозяйстве имелось 22 лошади, 19 волов, 9 коров и 21 голова мелкого скота.
После установления в Крыму Советской власти, по постановлению Крымревкома от 8 января 1921 года № 206 «Об изменении административных границ» была упразднена волостная система и в составе Джанкойского уезда был создан Джанкойский район. В 1922 году уезды преобразовали в округа. 11 октября 1923 года, согласно постановлению ВЦИК, в административное деление Крымской АССР были внесены изменения, в результате которых округа были ликвидированы, основной административной единицей стал Джанкойский район и село включили в его состав. Согласно Списку населённых пунктов Крымской АССР по Всесоюзной переписи 17 декабря 1926 года, в селе Караджа, центре Караджинского сельсовета Джанкойского района, числилось 42 двора, все крестьянские, население составляло 219 человек. В национальном отношении учтено: 199 русских, 19 армян, 1 записан в графе «прочие», действовала русская школа. В 1928 году 12 хозяйств село образовали союз обрабатывающих земли «Политотделец», в 1934 году преобразованный в сельхозартель. На подробной карте РККА северного Крыма 1941 года в Карадже отмечено 49 дворов.
В 1944 году, после освобождения Крыма от нацистов, 12 августа 1944 года было принято постановление № ГОКО-6372с «О переселении колхозников в районы Крыма» и в сентябре 1944 года в район приехали первые новоселы (27 семей) из Каменец-Подольской и Киевской областей, а в начале 1950-х годов последовала вторая волна переселенцев из различных областей Украины. Указом Президиума Верховного Совета РСФСР от 21 августа 1945 года Караджа был переименован в Мартыновку и Караджинский сельсовет — в Мартыновский, в том же году организован колхоз имени Фрунзе. С 25 июня 1946 года Мартыновка в составе Крымской области РСФСР. В 1950 году колхоз имени Фрунзе вошёл в состав колхоза «Завет Ленина». 26 апреля 1954 года Крымская область была передана из состава РСФСР в состав УССР. В 1959 году сельсовет упразднили и село включили в состав Завет-Ленинского. По данным переписи 1989 года в селе проживало 811 человек. С 12 февраля 1991 года село в восстановленной Крымской АССР, 26 февраля 1992 года переименованной в Автономную Республику Крым.